# 喬克拉齊克湖

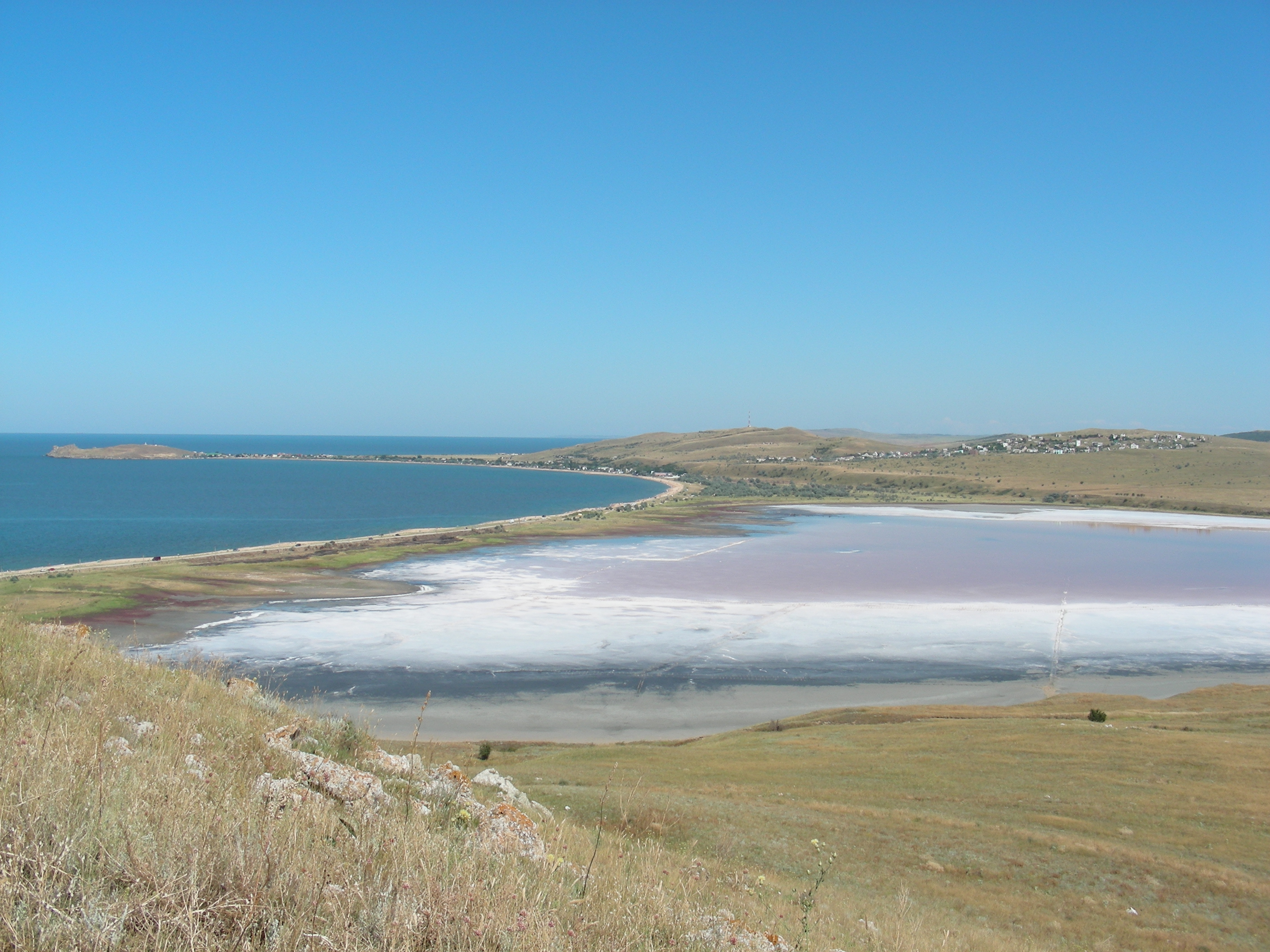

喬克拉齊克湖（烏克蘭語：Чокрацьке озеро），是烏克蘭的湖泊，位於該國克里米亞半島的刻赤半島，長4.1公里、寬3.6公里，面積8.5平方公里，平均水深0.85米，最大水深1.3米，湖岸線長度14公里。
45°27′32″N 36°17′56″E / 45.45889°N 36.29889°E